# يوسف بن عمر القواس
يوسف بن عمر بن مسرور، أبو الفتح القواس البغدادي الزاهد. من رواة الحديث وهو ثقة، ولد سنة ثلاثمائة. قال أبو بكر الخطيب: كان ثقة زاهدا صادقا، أول سماعه في سنة 316. مات في ربيع الآخر سنة خمس وثمانين وثلاثمائة.

## أخباره
- كان علي بن محمد السمسار، يقول: ما أتيت أبا الفتح القواس إلا وجدته يصلي، سمعت البرقاني والأزهري ذكرا القواس، فقالا: كان من الأبدال.
- قال الأزهري: وكان مجاب الدعوة.
- وقال أبو ذر، سمعت الدارقطني يقول: كنا نتبرك بأبي الفتح القواس وهو صبي.
- وقال تمام بن محمد الزينبي وغيره: سمعنا القواس يذكر أنه وجد في كتبه جزءا في فضائل معاوية قد قرضته الفأرة، فدعا عليها، فسقطت فأرة من السقف، واضطربت حتى ماتت، وروي عن أبي ذر أنه حضر لما ماتت.[2]

## روايته للحديث النبوي
- سمع أحمد بن المغلس وعبد الله بن محمد البغوي وأبا بكر بن أبي داوود ومحمد بن هارون الحضرمي وابن صاعد وطبقتهم، فأكثر وجود.
- حدث عنه: أبو محمد الخلال وأبو الحسن العتيقي وعبد العزيز بن علي الأزجي وأبو ذر عبد بن أحمد الهروي وأبو الحسين بن المهتدي بالله وأبو الحسن القزويني وخلق سواهم.[2]

## ثناء العلماء عليه
قال أبو بكر البرقاني: كان من الأبدال، وكان مجاب الدعوة. وقال أبو سعد السمعاني: ثقة زاهد صالح ورع. وقال الخطيب البغدادي: ثقة صالح صادق. وقال الذهبي: الإمام القدوة الرباني المحدث الثقة. وقال عبيد الله بن أحمد الأزهري: كان من الأبدال.